# Med flaggan i topp
Med flaggan i topp (originaltitel: Captain Horatio Hornblower R.N.) från 1951 är en film som har spelats in om sjöofficeren Horatio Hornblowers äventyr. Filmen bygger på C.S. Foresters romaner Order och kontraorder, Ett linjeskepp och Triumf och utspelas under Napoleonkrigen. I Sverige har en samlingsvolym med dessa tre romaner givits ut under titeln Med flaggan i topp.
Filmen regisserades av Raoul Walsh. Huvudrollerna spelade Gregory Peck (Horatio Hornblower), Virginia Mayo (Lady Barbara Wellesley), Robert Beatty (William Bush) och Terence Morgan (andrelöjtnant Gerard).

## Rollista
| Gregory Peck            | – Capt. Horatio Hornblower R.N     |
| Virginia Mayo           | – Lady Barbara Wellesley           |
| Robert Beatty           | – Lt. William Bush                 |
| Moultrie Kelsall        | – Lt. Crystal                      |
| Terence Morgan          | – 2nd Lt. Gerard                   |
| James Kenney            | – Midshipman Longley               |
| James Robertson Justice | – Seaman Quist                     |
| Denis O'Dea             | – RAdm. Sir Rodney Leighton        |
| Richard Hearne          | – Polwheal (Hornblower's Batman)   |
| Michael Dolan           | – Surgeon Gundarson                |
| Stanley Baker           | – Mr. Harrison (Bosun)             |
| Alan Tilvern            | – Hernandez                        |
| Alec Mango              | – El Supremo (Don Julian Alvarado) |
| Christopher Lee         | – Spanish Captain                  |
| John Witty              | – Capt. Entenza                    |